# توکاره (استان پودلاسکی)
توکاره (به لهستانی:  Tokary) یک روستا در لهستان است که در گمینا میلنگک واقع شده‌است. توکاره ۲۳۰ نفر جمعیت دارد.